# بیت‌پاپ
بیت پاپ (به انگلیسی: Bitpop) نوعی موسیقی الکترونیک و زیرسبکی از سبک چیپ تیون است که حداقل قسمتی از آن با استفاده از تراشه صدای انواع ۸-بیتی و ۱۶-بیتی رایانه‌ها، کنسول‌های بازی و دستگاه‌های بازی سکه‌ای ساخته شده‌است.